# 1977 au Nouveau-Brunswick
Chronologie du Nouveau-Brunswick
- 1973
- 1974
- 1975
- 1976
- 1977
- 1978
- 1979
- 1980
- 1981

Cette page concerne des événements survenus en 1977 dans la province canadienne du Nouveau-Brunswick.

## Événements
- Création de la réserve nationale de faune de Tintamarre.
- 28 juin : ouverture du Village historique acadien.
- 1er septembre : Gordon Fairweather quitte ses fonctions du député fédéral libéral de Fundy—Royal et devient président de la Commission canadienne des droits de la personne.

## Naissances
- Mario LeBlanc, chanteur.

## Décès
- 7 mars : Clarence Veniot, député et sénateur.
- 6 mai : Eddie Wiseman, joueur de hockey.
- 22 août : George Percival Burchill, député et sénateur.